# Centre horticole de la Ville de Paris

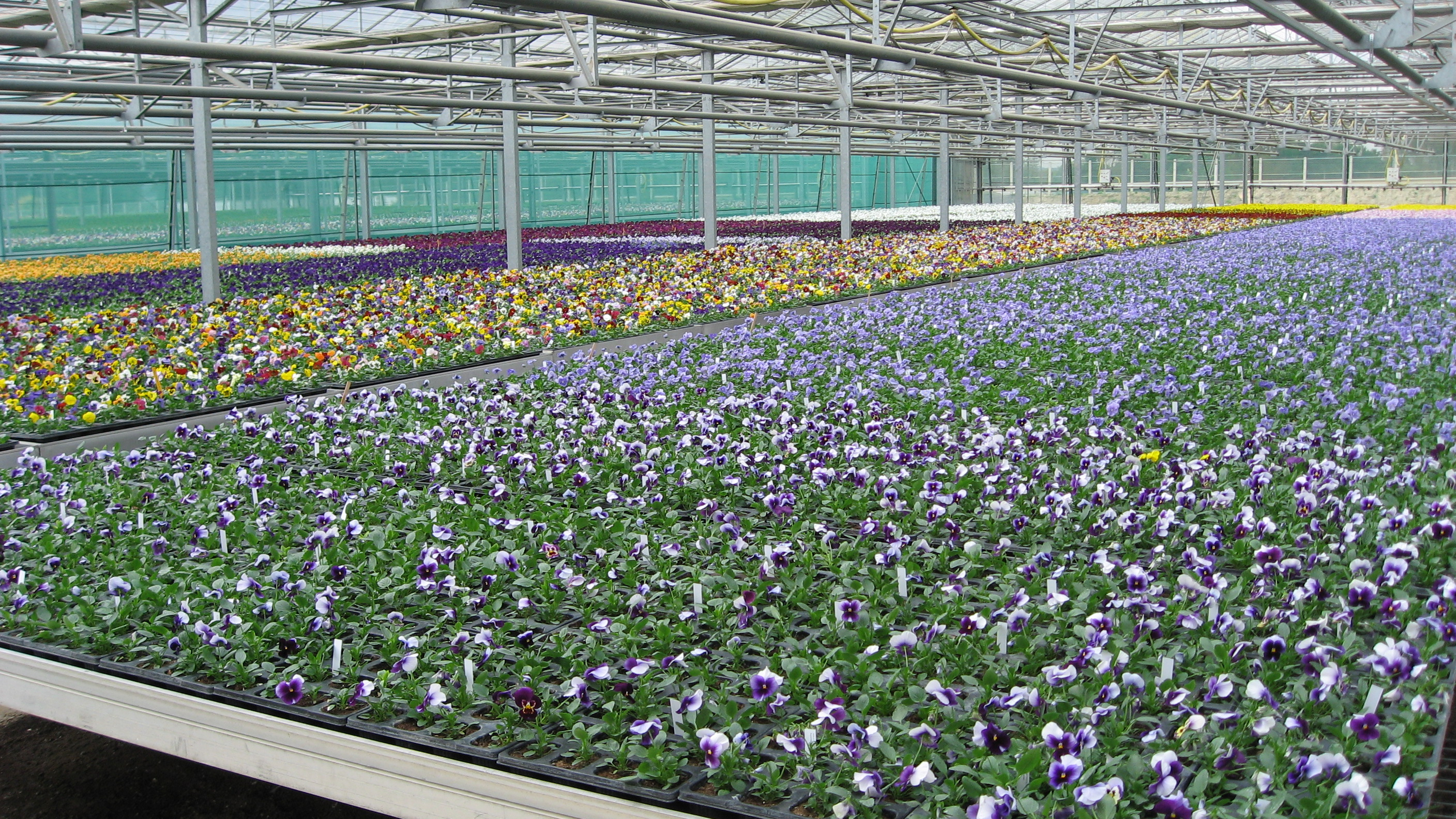
Pohled do jednoho ze skleníků

Centre horticole de la Ville de Paris (česky Zahradnické centrum města Paříže) je zahradnictví města Paříže. Nachází se na předměstí Rungis jižně od Paříže a ročně vyprodukuje více než tři milióny kvetoucích rostlin používaných k výzdobě města Paříže.

## Historie
Původně se hlavní zahradnická výroba města Paříže soustřeďovala od roku 1898 v Jardin des serres d'Auteuil v Boulogneském lesíku na okraji Paříže. V roce 1968 se ale následkem výstavby ve čtvrti Auteuil a městského obchvatu snížila rozloha zahradnictví o třetinu, což vedlo k přemístění Zahradnického centra města Paříže do Rungis a Fresnes.

## Provoz zahradnictví
Centrum má rozlohu 44 ha a dalších 20 ha má jeho pobočka v Achères v departentu Yvelines. Jsou zde k dispozici skleníky a lesnická školka. Produkce je určena výhradně pro město Paříž, tj. pro veřejná prostranství (3500 stromů a 115 000 keřů pro ulice, náměstí, parky a zahrady) a do interiérů veřejných budov.